# Viscometa
Viscometa is een Nederlands historisch merk van hulpmotoren.
De bedrijfsnaam was Constructie- en metaalbewerkingsbedrijf Viscometa, Den Haag. 
Dit Nederlandse bedrijf van Wim Visser en J.C. de Heer construeerde in 1948 een 48cc-hulpmotortje dat boven het voorwiel van een fiets werd gemonteerd. Dit voorwiel werd door een carborundum rol aangedreven. In 1950 trad men ermee naar buiten en het plan was in Rijswijk een nieuwe fabriek te bouwen. Daarna wordt de geschiedenis onduidelijk. Naar verluidt verdwenen de bouwtekeningen spoorloos en het prototype werd door een relatie van Visser mee naar Duitsland genomen om daar een producent te interesseren. Van de relatie en het blokje werd ook niets meer vernomen. Teleurgesteld gaf Visser een fiets met daarop een tweede prototype weg en wilde niets meer met hulpmotoren te maken hebben. 